# EN248

## Runa - Vila Franca de Xira

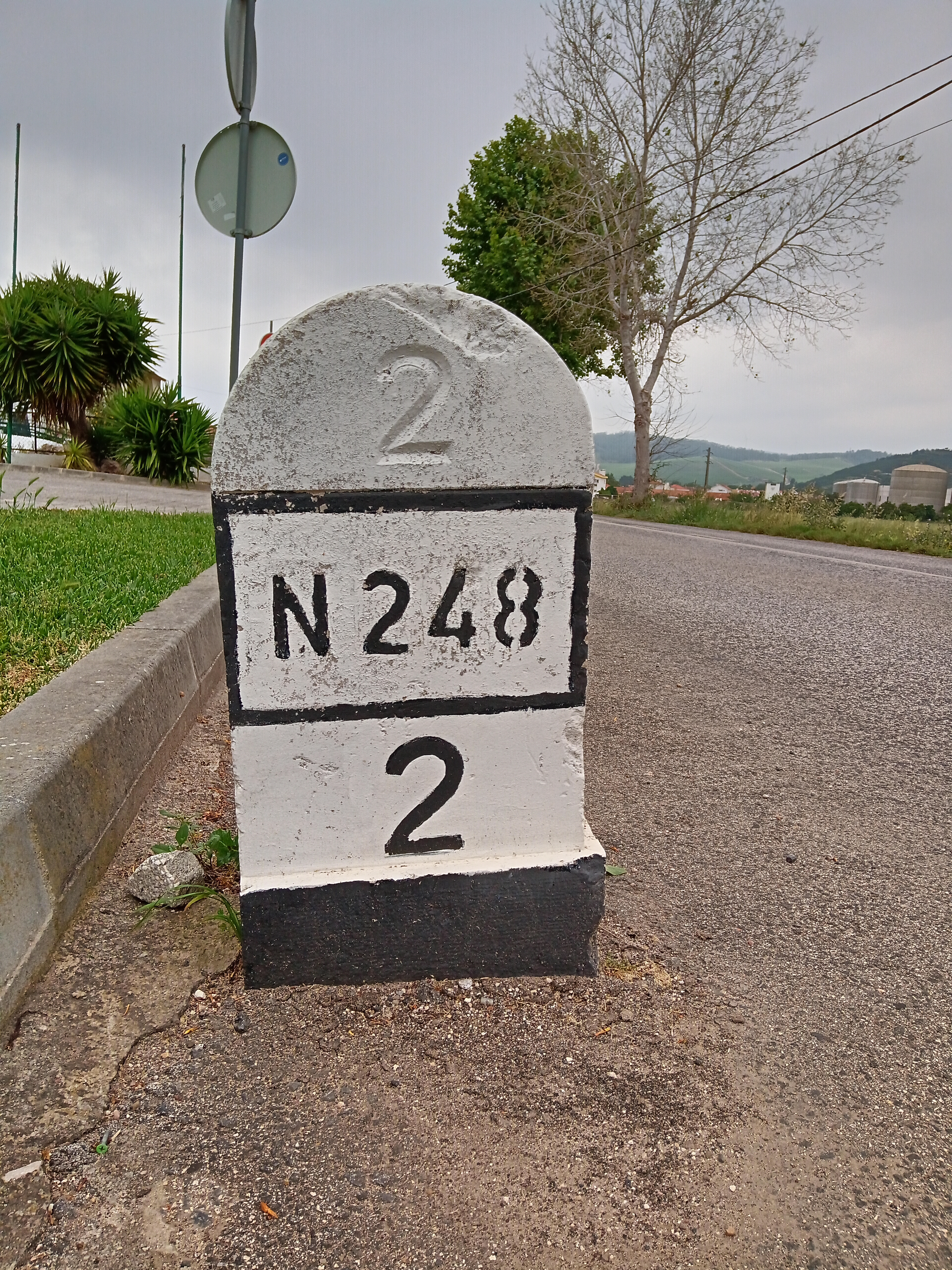
Marco miriamétrico, assinalando o trajeto da Estrada Nacional n.º 248

A EN 248 é uma Estrada Nacional que integra a rede nacional de estradas do Plano Rodoviário Nacional. 
Com uma extensão de 33 km e com um desnível positivo de 695m, esta localizada no distrito de Lisboa. Liga Runa, nas proximidades de Torres Vedras a Vila Franca de Xira.
Está, desde o Plano Rodoviário Nacional de 1985, proposta para desclassificação, pois trata-se de uma via mais ou menos concorrente ao IC11/  A 18 , contudo ainda se mantém sob tutela da Estradas de Portugal, uma vez que o Itinerário Complementar referido ainda se trata de um projecto.
A EN 248 foi criada pelo Plano Rodoviário Nacional de 1945 (PRN 45 - Plano Rodoviário Nacional 1985), classificada em projeto como estrada nacional de 2º classe.

## Caracterização

### Runa – Vila Franca de Xira
Lanço de 33 km liga a localidade de Runa a cidade de Vila Franca de Xira. Esta Estrada Nacional percorre maioritariamente as ondulações do relevo da região oeste tendo em Sobral de Monte Agraço o seu ponte de maior altimetria.  

## Percurso

### Runa – Vila Franca de Xira(inclui troços desclassificados)
| Nome da saída/Localidade intermédia | Município              | Estrada que liga | Designação oficial |
| ----------------------------------- | ---------------------- | ---------------- | ------------------ |
| Runa                                | Torres Vedras          | N 9              | N 248              |
| Caixaria (Torres Vedras)            | Torres Vedras          |                  | N 248              |
| Ribaldeira                          | Torres Vedras          |                  | N 248              |
| Dois Portos                         | Torres Vedras          | N 374            | N 248              |
| Sobral de Monte Agraço              | Sobral de Monte Agraço | N 115            | N 248              |
| Adega (Sobral de Monte Agraço)      | Sobral de Monte Agraço |                  | N 248              |
| Pontes de Monfalim                  | Sobral de Monte Agraço | N248-2           | N 248              |
| Arruda dos Vinhos                   | Arruda dos Vinhos      | N 115-4          | N 248              |
| A-do-Barriga                        | Arruda dos Vinhos      | N248-3           | N 248              |
| Baixa do Linhó                      | Arruda dos Vinhos      |                  | N 248              |
| Bogalhão                            | Vila Franca de Xira    |                  | N 248              |
| Rondulha                            | Vila Franca de Xira    |                  | N 248              |
| Alto da Agruela                     | Vila Franca de Xira    |                  | N 248              |
| Bom Retiro (Vila Franca de Xira)    | Vila Franca de Xira    | M524             | N 248              |
| Vila Franca de Xira                 | Vila Franca de Xira    | N 10, A1         | N 248              |

## Ramais
Existem 3 ramais na N248, que fazem principalmente ligações a localidades mais pequenas.
- A N248-1 faz a ligação entre Sobral de Monte Agraço e a localidade de Feliteira, junto ao seu Apeadeiro.
- A N248-2 faz a ligação entre Pontes de Monfalim e Louriceira de Cima, onde faz ligação com a N115-4, seguindo para o Arranhó.
- A N248-3 faz a ligação entre Arruda dos Vinhos, em A-do-Barriga, e Alhandra, onde se liga à N10. Faz ligação ao nó da A10 ainda em A-do-Barriga, e à N10-6, que segue para Alverca do Ribatejo.

| Ramal  | Localidade onde se Inicia | Local onde termina |
| ------ | ------------------------- | ------------------ |
| N248-1 | Sobral de Monte Agraço    | Feliteira          |
| N248-2 | Pontes de Monfalim        | Louriceira de Cima |
| N248-3 | A-do-Barriga              | Alhandra           |